# 內寮 (屏東縣)
內寮，原寫為內藔，是台灣屏東縣枋寮鄉的一個傳統地域名稱，位於該鄉東部略偏南。相較於今日行政區，其範圍大致包括內寮村不含南部邊界地帶及東南端、人和村東南部及東部邊界地帶。
本地區境內主要聚落為內藔、頂營、蜈蜞溝、瓦磘（匏仔園）。

## 歷史
台灣日治初期，內寮地區為一街庄，稱為「內藔庄」（舊制街庄），隸屬於港東下里。該庄昔日西邊北段、北邊及東北邊與新開庄為鄰，東與蕃地為鄰，南邊為枋藔庄，西邊南至中段為水底藔庄。
1901年（日治明治三十四年）11月11日，全台廢縣廳改設二十廳，該庄隸屬於阿猴廳。1904年（明治三十七年）4月15日，該庄編入「枋藔區」，隸屬於阿猴廳。1905年（明治三十八年）4月1日，阿猴廳改稱「阿緱廳」。1909年（明治四十二年）10月25日，全台合併二十廳為十二廳，枋藔區仍隸屬於阿緱廳。1920年（大正九年）10月1日，全台地方制度大改正，廢十二廳改設五州二廳，該庄改制並雅化為「內寮」大字，隸屬於高雄州潮州郡枋寮庄（新制街庄）。
戰後枋寮庄改制為枋寮鄉，隸屬於高雄縣，大字亦改制為村。1950年（民國39年）10月1日，高、屏分治，枋寮鄉改隸屬於屏東縣。
相較於今日行政區，本地區的範圍大致包括內寮村不含南部邊界地帶及東南端、人和村東南部及東部邊界地帶。

## 聚落
本地區發展較早的聚落為內藔、頂營、蜈蜞溝、瓦磘新（已消失），在日治期初期的官方地圖上已有記載。此外，本地區尚有瓦磘（匏仔園）聚落。

## 交通
省道台1線又稱「縱貫公路」，是臺北至楓港的傳統平面幹道，經過本地區西南端邊界地帶。由該道路北行可前往佳冬鄉東北部、新埤鄉/南州鄉交界地帶、潮州鎮、萬巒鄉西南端等地；南行可前往枋山鄉，並止於楓港地區的省道台26線路口。
縣道185號又稱「沿山公路」，是大津至枋寮的南北向道路，經過本地區的內藔聚落西側、頂營聚落東郊、蜈蜞溝聚落。由該道路北行可前往新埤鄉、萬巒鄉、萬巒鄉/瑪家鄉交界地帶、瑪家鄉/內埔鄉交界地帶、內埔鄉東北端等地；南行可前往枋寮市區東郊，並止於省道台1線路口。
鄉道屏142線是水底寮至古華的道路，經過本地區南部的瓦磘聚落。